# Бамберг (Јужна Каролина)
Бамберг (енгл. Bamberg) град је у америчкој савезној држави Јужна Каролина.

## Демографија
По попису из 2010. године број становника је 3.607, што је 126 (-3,4%) становника мање него 2000. године.
| Група             | 2000.         | 2010.         |
| Белци             | 1.685 (45,1%) | 1.462 (40,5%) |
| Афроамериканци    | 2.000 (53,6%) | 1.996 (55,3%) |
| Азијати           | 12 (0,3%)     | 38 (1,1%)     |
| Хиспаноамериканци | 18 (0,5%)     | 58 (1,6%)     |
| Укупно            | 3.733         | 3.607         |